# Ponthir
Ponthir ou Pont-hir est un village et une communauté du borough de comté de la Torfaen, au pays de Galles. Il est situé tout au sud-est du borough de comté, à une dizaine de kilomètres de la ville de Newport.

## Démographie
Au recensement de 2011, la communauté de Ponthir comptait 1 482 habitants.